# Urofagia
L'urofagia è una pratica che consiste nel consumo dell'urina.
Non esiste nessuna motivazione scientifica per la quale l'uomo dovrebbe consumare l'urina: a scopo di sopravvivenza  nei casi in cui non sia disponibile nessun altro liquido è pressoché inutile e numerose fonti mettono in guardia contro l'impiego di essa. 
Oggi queste pratiche sono in uso in alcune popolazioni, mentre nella Cultura occidentale sono conosciute come urinoterapia, una forma di medicina alternativa che non trova alcun risvolto scientifico.
Si distingue dall'urofilia che è una pratica erotica che talvolta sfocia in parafilia.

## Considerazioni nella salute
Consumare la sola propria urina, o l'urina di una persona sana se partecipante all'urolagnia un comportamento da urofagia, determina un rischio relativamente basso. Infezioni batteriche dell'uretra della persona che urina o malattie della persona che urina possono condurre ad un rischio elevato. Elementi di medicazione e di integratori dietetici possono essere espulsi con l'urina che può infettare la persona che la consuma. Si può "riciclare" solamente l'urina come fonte di idratazione e per un massimo di tre volte, prima che diventi troppo tossica e che possa condurre alla morte. Inoltre se l'urina entra in contatto con la pelle può causare un rash cutaneo negli individui particolarmente sensibili.

### Contaminazioni batteriche
Nell'uretra sono contenuti batteri, per questa ragione molti praticanti della terapia dell'urina ne raccomandano la raccolta mediante la pratica del "mitto intermedio". Questa pratica consiste nel lasciare che una piccola quantità iniziale di urina lavi via i batteri accumulatisi nell'uretra, procedendo poi alla raccolta della restante urina, meno contaminata. Per lo stesso motivo molti medici richiedono un campione di urina raccolto con mitto interrotto.